# Todd Martínez
Pour les articles homonymes, voir Martinez.
Todd J. Martínez (né en 1968) est un chimiste américain, professeur de chimie David Mulvane Ehrsam et Edward Curtis Franklin à l'Université Stanford et professeur de science des photons au Centre de l'accélérateur linéaire de Stanford.

## Biographie
Il a fréquenté la Carol Morgan School (en) en République dominicaine avant d'obtenir son baccalauréat universitaire du Calvin College en 1989 et son doctorat de l'Université de Californie à Los Angeles (UCLA) en 1994. Il a été boursier Fulbright au Fritz Haber Institute for Molecular Dynamics de l'Université hébraïque de Jérusalem, en Israël et boursier postdoctoral présidentiel de l'Université de Californie à l'UCLA pendant deux ans avant de rejoindre le corps professoral de l'Université de l'Illinois à Urbana-Champaign en 1996. Il a été nommé professeur Gutgsell de chimie à l'Université de l'Illinois en 2006. Il a rejoint la faculté de Stanford en 2009.
Le professeur Martínez est un chimiste théoricien dont les recherches portent principalement sur le développement d'approches fondées sur les premiers principes de la dynamique des réactions chimiques, à partir des équations fondamentales de la mécanique quantique. Il s'intéresse particulièrement aux états excités électroniquement et à la réponse des molécules à la lumière. Les réactions de molécules excitées électroniquement impliquent souvent des intersections coniques, autour desquelles les surfaces d'énergie potentielle ont la forme de cônes sécants. Il a développé une méthode connue sous le nom de ponte multiple ab initio (en), ou Ab initio multiple spawning (AIMS), qui prédit l'évolution dynamique des systèmes ayant des intersections coniques. Il a créé des modèles d'isomérisation photo-induite dans le rétinal, qui représente la base biophysique de la vision. Il a également montré comment le matériel de jeu vidéo, en particulier les unités de traitement graphique (GPU), peut être utilisé pour accélérer les simulations de chimie quantique,. 
Les recherches de Martínez ont été soutenues par une bourse de carrière de la NSF , une bourse de la Fondation MacArthur,, une bourse de la Fondation Packard, une bourse de la Fondation Sloan, un prix Beckman Young Investigators (en), un prix de l'innovation en recherche, une bourse professeur Dreyfus de recherche et des subventions de la Fondation nationale pour la science (NSF), du Département de l'Énergie des États-Unis (DOE), du National Institutes of Health (NIH), de la Research Corporation et du Human Frontier Science Program (HFSP). Il a été élu à l'Académie américaine des arts et des sciences en 2011 et à la National Academy of Sciences en 2019. 

## Publications (sélection)
- Insights for Light-Driven Molecular Devices from Ab Initio Multiple Spawning Dynamics, TJ Martínez, Acc. Chem. Res., 39, 119 (2006). DOI 10.1021/ar040202q
- Competitive Decay at Two and Three-State Conical Intersections in Excited State Intramolecular Proton Transfer, JD Coe et TJ Martínez, J. Am. Chem. Soc. 127, 4560 (2005). DOI 10.1021/ja043093j
- Conical Intersection Dynamics in Solution: The Chromophore of Green Fluorescent Protein, A. Toniolo, S. Olsen, L. Manohar et TJ Martínez, Faraday Disc., 127, 149 (2004). DOI 10.1039/b401167h